# یواس‌اس روچستر (سی‌ای-۱۲۴)
یواس‌اس روچستر (سی‌ای-۱۲۴) (به انگلیسی: USS Rochester (CA-124)) یک کشتی به طول ۶۷۴ فوت ۱۱ اینچ (۲۰۵٫۷۱ متر) بود که در سال ۱۹۴۵ توسط فولاد بیتلهم ساخته شد.